# Zambujal
Zambujal is een plaats (freguesia) in de Portugese gemeente Condeixa-a-Nova en telt 429 inwoners (2001).